# Sant Miquel de Roní
Sant Miquel de Roní és un santuari del poble de Roní, dins de l'antic terme municipal primigeni de Rialb, a la comarca del Pallars Sobirà.
És a poc més d'un quilòmetre i mig a l'est-sud-est del poble de Roní, en el vessant oriental del cim de Santa Fe.